# 醌氢电极

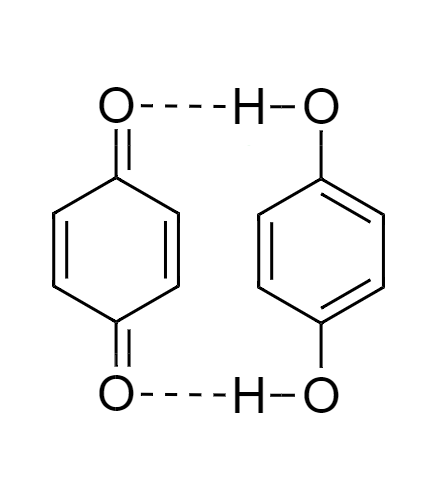
醌氢

醌氢电极（quinhydrone electrode）是一種電極，可用于测量含有酸性物质溶液的氢离子浓度（pH）。醌氢醌电极是玻璃电极的替代品。然而，如果待測產品的pH值高于8，則醌氢电极的結果可能會不可靠，并且醌氢电极不應放入含有强氧化剂或还原剂的溶液中。